# Zero (Yeah Yeah Yeahs)
Zero è un brano musicale del gruppo statunitense Yeah Yeah Yeahs, pubblicato nel 2009 come singolo estratto dall'album It's Blitz!.

## Video
Il videoclip è stato diretto da Barney Clay e ambientato nella città di San Francisco.

## Tracce
CD
1. Zero - 4:25
2. Zero (MSTRKRFT remix) - 4:00

UK 7" (prima versione)
1. Zero - 4:25
2. Zero (Animal Collective remix) - 4:27

UK 7" (seconda versione)
1. Zero - 4:25
2. Zero (Erol Alkan remix) - 5:58

## Formazione
- Karen O - voce
- Nick Zinner - chitarre
- Brian Chase - batteria